# Prospero Luigi d'Arenberg
Prospero Luigi d'Arenberg (Enghien, 28 aprile 1785 – Bruxelles, 27 febbraio 1861) fu duca d'Arenberg, di Aarschot e Meppen, principe di Recklinghausen e conte della Marca, fu anche principe del Sacro romano Impero e colonnello di un reggimento di cavalleggeri dell'esercito belga.

## Biografia

### Duca d'Arenberg
All'abdicazione del padre Luigi Engelberto (1750–1820) nel settembre del 1803 Prospero Luigi ottenne il titolo di Duca d'Arenberg. Il territorio, che si trovava de facto sotto l'amministrazione francese e che passerà poi all'Elettorato di Hannover gli concedeva ad ogni modo una signoria personale su Recklinghausen e su Meppen. Egli risiedette ad ogni modo prevalentemente a Bruxelles, nel proprio Castello di Clemenswerth che stabilì a propria residenza. Il 12 luglio 1806 ottenne anche la sovranità di Dülmen.
Un decreto di Napoleone del 13 dicembre 1810 restituì al ducato la sua sovranità indipendente. Meppen entrò però a far parte dell'Impero Francese, mentre il Principato di Recklinghausen passò al Granducato di Berg.

### Matrimoni
Prospero Luigi si sposò il 3 febbraio 1808 con Stephanie Tascher de la Pagerie, nipote dell'Imperatrice francese Giuseppina, prima moglie di Napoleone.
Stephanie morì nel 1816 e Prospero Luigi si risposò il 26 gennaio 1819 Maria Ludmilla Rosa di Lobkowitz, figlia del Principe Anton Isidor von Lobkowitz.

### Guerre napoleoniche
Durante le guerre napoleoniche in Spagna, Prospero Luigi combatté a capo del reggimento dei "Cavalleggeri d'Arenberg", e il 28 ottobre 1811 a Arroyo-Molinos sconfisse le truppe inglesi sbarcate sulle coste spagnole in aiuto dei ribelli locali, in funzione anti-francese, rimanendo in servizio sino al maggio del 1814.
Nel 1815, alla sconfitta di Napoleone, i territori del Ducato d'Arenberg vennero divisi tra il Regno di Hannover e la Prussia e dal 29 maggio dello stesso anno Meppen passò all'Hannover, mentre Recklinghausen e Dülmen alla Prussia e Prospero Luigi ottenne solo delle signorie in ricompensa.

### Candidato per il trono del Belgio
Nel 1831 venne scelto come candidato proposto dalla Santa Sede per il trono del Belgio che da poco aveva ottenuto l'indipendenza.

## Discendenza
Il duca Prospero Luigi e Maria Ludmilla Rosa di Lobkowitz ebbero:
- Luisa Paolina Sidonia (n. 1820)
- un figlio (nato e morto nel 1822)
- Maria Flora Paolina (n. 1823)
- Engelberto Augusto (1824-1875)
- Antonio Francesco (n. 1826)
- una figlia (nata e morta nel 1827)
- Carlo Pietro d'Alcantara Giuseppe (1829-1831)
- Carlo Maria Giuseppe (n. 1831)
- Giuseppe Leonardo Baldassarre (1833-1896), sposò la principessa Francesca del Liechtenstein

## Ascendenza
|                                      |                     |                                                            | Genitori                       |  |  | Nonni |  |  | Bisnonni                    |  |  | Trisnonni                |  |
|                                      |                     |                                                            |                                |  |  |       |  |  | Leopoldo Filippo d'Arenberg |  |  | Filippo Carlo d'Arenberg |  |
|                                      |                     |                                                            |                                |  |  |       |  |  | Leopoldo Filippo d'Arenberg |  |  | Filippo Carlo d'Arenberg |  |
|                                      |                     | Maria Enrichetta del Carretto                              |                                |  |  |       |  |  | Leopoldo Filippo d'Arenberg |  |  |                          |  |
| Carlo Maria Raimondo d'Arenberg      |                     |                                                            |                                |  |  |       |  |  | Leopoldo Filippo d'Arenberg |  |  |                          |  |
|                                      |                     | Maria Francesca Pignatelli                                 | Niccolò Pignatelli             |  |  |       |  |  |                             |  |  |                          |  |
|                                      |                     | Maria Francesca Pignatelli                                 | Niccolò Pignatelli             |  |  |       |  |  |                             |  |  |                          |  |
|                                      |                     | Maria Francesca Pignatelli                                 | Marie Claire Angeline d'Egmond |  |  |       |  |  |                             |  |  |                          |  |
| Luigi Engelberto d'Arenberg          |                     | Maria Francesca Pignatelli                                 |                                |  |  |       |  |  |                             |  |  |                          |  |
|                                      |                     | Louis Engelbert de La Marck                                | …                              |  |  |       |  |  |                             |  |  |                          |  |
|                                      |                     | Louis Engelbert de La Marck                                | …                              |  |  |       |  |  |                             |  |  |                          |  |
|                                      |                     | Louis Engelbert de La Marck                                | …                              |  |  |       |  |  |                             |  |  |                          |  |
| Louise Marguerite de La Marck        |                     | Louis Engelbert de La Marck                                |                                |  |  |       |  |  |                             |  |  |                          |  |
|                                      |                     | Marie Anne Hyacinthe de Visdelou                           | …                              |  |  |       |  |  |                             |  |  |                          |  |
|                                      |                     | Marie Anne Hyacinthe de Visdelou                           | …                              |  |  |       |  |  |                             |  |  |                          |  |
|                                      |                     | Marie Anne Hyacinthe de Visdelou                           | …                              |  |  |       |  |  |                             |  |  |                          |  |
| Prospero-Luigi d'Arenberg            |                     | Marie Anne Hyacinthe de Visdelou                           |                                |  |  |       |  |  |                             |  |  |                          |  |
|                                      | Louis II de Brancas | …                                                          |                                |  |  |       |  |  |                             |  |  |                          |  |
|                                      | Louis II de Brancas | …                                                          |                                |  |  |       |  |  |                             |  |  |                          |  |
|                                      | Louis II de Brancas | …                                                          |                                |  |  |       |  |  |                             |  |  |                          |  |
| Louis-Léon de Brancas                | Louis II de Brancas |                                                            |                                |  |  |       |  |  |                             |  |  |                          |  |
|                                      |                     | Adelaide Geneviève d'O                                     | …                              |  |  |       |  |  |                             |  |  |                          |  |
|                                      |                     | Adelaide Geneviève d'O                                     | …                              |  |  |       |  |  |                             |  |  |                          |  |
|                                      |                     | Adelaide Geneviève d'O                                     | …                              |  |  |       |  |  |                             |  |  |                          |  |
| Louise Antoinette de Brancas-Villars |                     | Adelaide Geneviève d'O                                     |                                |  |  |       |  |  |                             |  |  |                          |  |
|                                      |                     | Alexandre de Gand-Vilain                                   | …                              |  |  |       |  |  |                             |  |  |                          |  |
|                                      |                     | Alexandre de Gand-Vilain                                   | …                              |  |  |       |  |  |                             |  |  |                          |  |
|                                      |                     | Alexandre de Gand-Vilain                                   | …                              |  |  |       |  |  |                             |  |  |                          |  |
| Elisabeth Pauline de Gand-Vilain     |                     | Alexandre de Gand-Vilain                                   |                                |  |  |       |  |  |                             |  |  |                          |  |
|                                      |                     | Elisabeth Pauline Marguerite Francoise de La Rochefoucauld | …                              |  |  |       |  |  |                             |  |  |                          |  |
|                                      |                     | Elisabeth Pauline Marguerite Francoise de La Rochefoucauld | …                              |  |  |       |  |  |                             |  |  |                          |  |
|                                      |                     | Elisabeth Pauline Marguerite Francoise de La Rochefoucauld | …                              |  |  |       |  |  |                             |  |  |                          |  |
|                                      |                     | Elisabeth Pauline Marguerite Francoise de La Rochefoucauld |                                |  |  |       |  |  |                             |  |  |                          |  |